# PXES

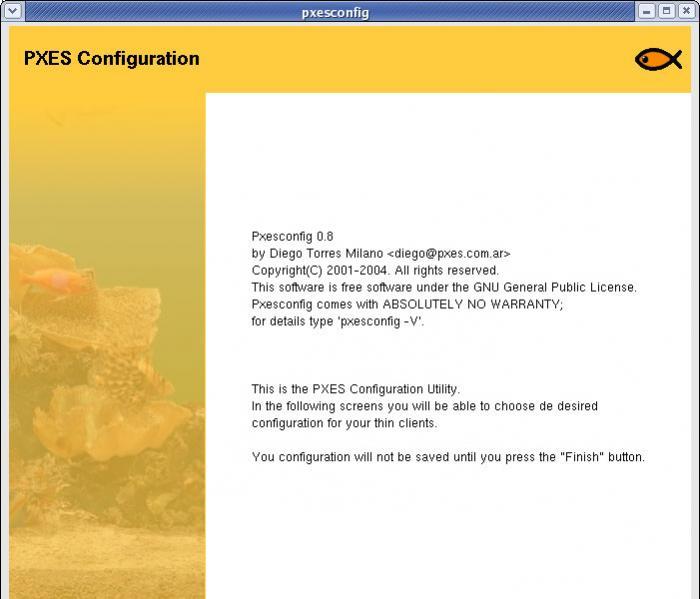
Pantalla de configuración del PXES

PXES, también conocido como PXES Universal Linux Thin Client, es una distribución Linux diseñada para correr en clientes ligeros usando PXE, fue creado a principios de 2001 por Diego Torres Milano. Es también posible cargar PXES desde un CD-ROM o un disco duro si el NIC o el BIOS no soportan PXE.
Una herramienta gráfica guía al usuario a través de los pasos requeridos. El proyecto PXES se ha combinado con el software 2X, que está combinando PXES con el 2X ThinClientOS. La distribución del PXES permanecerá libre. También, usando PXES se puede operar un ambiente 100% Windows, entre otras posibilidades.
En fecha 2006-04-05 el último lanzamiento estable es la versión 1.1.[cita requerida]